# Luc Terlinden
Jhr. Luc Christian Joseph Marie Terlinden (Etterbeek, 17 oktober 1968) is een Belgisch rooms-katholiek geestelijke, diocesaan priester van het aartsbisdom Mechelen-Brussel en sinds 3 september 2023 aartsbisschop van dit bisdom. Hij is hierdoor ook de primaat van de Belgische kerkprovincie. Hij is tevens bisschop van het Belgisch militair ordinariaat. Op 12 oktober 2023 werd hij verkozen tot voorzitter van de Belgische Bisschoppenconferentie. Hij is ook grootkanselier van de Katholieke Universiteit Leuven en van de Université Catholique de Louvain.

## Levensloop

### Jeugd en studies
Luc Terlinden is een telg uit de adellijke familie Terlinden. Hij is het zevende en jongste kind van kolonel baron Maximilien Terlinden (1927-2016) en Geneviève van der Rest (1935-2002). Hij is een kleinzoon van generaal Jacques Terlinden.
Van jongs af was hij een lid van scouting, waarmee hij in 1984 op zijn zestiende reisde naar de eerste editie van de Wereldjongerendagen in Rome.
Na de humaniora aan het Institut Sint-Stanislas in Etterbeek-Brussel, behaalde Terlinden zijn kandidatuur handelsingenieur aan de UCL en zijn licentiaat economie aan de KU Leuven. Hij volbracht zijn militaire dienst als reserveofficier, waar hij oa deelman aan de militaire Lourdesbedevaart. Na enkele maanden in het onderwijs als leerkracht economie trad Terlinden in 1993 in het diocesaan seminarie van het aartsbisdom Mechelen-Brussel in. Hij behaalde een bachelordiploma in filosofie aan de Université catholique de Louvain en een bachelordiploma in theologie aan het Centre d’études théologiques et pastorales (CETEP).

### Priesterschap
Terlinden werd op 18 september 1999 door kardinaal Godfried Danneels tot priester gewijd. Daarop volgde hij studies in de moraaltheologie aan de Accademia Alfonsiana in Rome. In 2001 behaalde hij er zijn bachelordiploma en in 2005 zijn doctoraat. Zijn doctoraatsthesis handelde over de interiorisatie van de morele bronnen volgens de geschriften van Charles Taylor en John Henry Newman.
In 2003 werd hij benoemd tot parochievicaris van de Sint-Franciscusparochie in Louvain-la-Neuve en in 2010 tot pastoor van de pastorale eenheid Heilig Kruis van Elsene. Hij werd ook belast met het stichten van de Pôles Jeunes XL voor Brusselse jongeren tussen 18 en 30 jaar. In 2017 werd hij bovendien president van het Franstalig diocesaan seminarie, lid van de bisschopsraad van het aartsbisdom Mechelen-Brussel en kanunnik van het Sint-Romboutskapittel. Hij doceerde daarnaast moraaltheologie aan het Grootseminarie van Namen.
Op 1 september 2021 volgde Terlinden kanunnik Etienne Van Billoen op als vicaris-generaal van het aartsbisdom Mechelen-Brussel. en vestigde zich in Mechelen.
Hij is lid van de priesterbroederschap Charles de Foucauld en geestelijk adviseur van een Équipe Notre-Dame, een spiritualiteitsbeweging voor echtparen. Hij is ook aalmoezenier bij de scouts in de Unités Pierre-Louis de Coninck - Saint-André. Terlinden heeft onder meer fietsen en bergsporten als sportbeoefening. Zijn huisgenoot is zijn trouwe hond 'Oscar'.

### Aartsbisschop en metropoliet
Op 22 juni 2023 werd Terlinden benoemd als opvolger van kardinaal Jozef De Kesel in het ambt van aartsbisschop van Mechelen-Brussel, nadat De Kesel in 2022 de leeftijd van 75 jaar had bereikt. Het was voor het eerst sinds de benoeming van kardinaal Van Roey in 1926 dat een diocesaan priester die nog geen bisschop was, benoemd werd tot aartsbisschop. Op 28 juni 2023 werd hij tevens benoemd tot bisschop van het Belgisch militair bisdom.
Op 29 juni 2023, het feest van de apostelen Petrus en Paulus, ontving hij in Rome van paus Franciscus het pallium-kledingstuk als metropolitane aartsbisschop, het liturgisch teken van zijn herdersambt en van zijn verbondenheid met de bisschop van Rome.

### Bisschopswijding
Op 3 september 2023 werd Luc Terlinden tot bisschop gewijd, tijdens een plechtigheid in de Sint-Romboutskathedraal in Mechelen.
Vooraleer zich naar de kathedraal te begeven, legde hij in de tuin van het Aartsbisschoppelijk Paleis van Mechelen de eed af van trouw aan de paus en sprak hij zijn geloofsbelijdenis uit. De consecrator was zijn voorganger, kardinaal Jozef De Kesel, bijgestaan door Johan Bonny, bisschop van Antwerpen en François Touvet, bisschop van Châlon-en-Champagne. De nuntius Franco Coppola legde aan de nieuwe aartsbisschop het pallium op, symbool van zijn trouw aan de paus en van zijn eenheid met de kerk.
Met deze benoeming en aanstelling is de traditie voortgezet om aan het hoofd van de Belgische katholieke kerk afwisselend een Franstalige en een Nederlandstalige aartsbisschop te benoemen, ook al verwacht men van hen steeds vlotte tweetaligheid.

#### Genodigden
Bij de wijding waren verscheidene genodigden aanwezig:
- kardinaal-aartsbisschop van Luxemburg Jean-Claude Hollerich
- aartsbisschop van Parijs, Laurent Ulrich
- aartsbisschop van Rijsel, Laurent Le Boulc’l
- voorzitter van de Nederlandse Bisschoppenconferentie Hans van den Hende
- nuntius bij de Europese Unie, Noël Treanor.
- koning Filip en koningin Mathilde

De hoofden van de verschillende in België aanwezige godsdiensten of filosofische overtuigingen waren eveneens aanwezig, en vertegenwoordigers van de burgerlijke, rechterlijke en militaire overheden.

### Episcopaat
Enkele dagen na de bisschopswijding, werd aartsbisschop Terlinden officieel onthaald in zijn tweede kathedraal, de Sint-Goedelekerk in Brussel. Een week later werd hij ook ingehaald in de collegiale Sint-Gertrudiskerk van Nijvel.
Tijdens een afscheidsplechtigheid ter ere van kardinaal De Kesel, sprak hij over het misbruikschandaal waar de Kerk onder gebukt gaat en verklaarde hij "De Kerk heeft gefaald".
Op 15 november 2023, de eerste Koningsdag waarop hij de plechtigheid van het Te Deum leidde, wijdde aartsbisschop Terlinden zijn homilie aan de actuele oorlogen, onder het motto "Zalig de vredestichters", met dialoog, respect en solidariteit als antwoord op geweld.
In 2024 speelde aartsbisschop Terlinden een belangrijke rol bij de voorbereiding van het pastorale bezoek, tevens staatsbezoek, van paus Franciscus aan België. Hij sprak de paus namens de Belgische bisschoppen toe tijdens de eucharistieviering op 29 september 2024 in het Koning Boudewijnstadion. Hij deed ook het officiële verzoek tot de zaligverklaring van Ana de Jesús die door de paus werd uitgesproken.

## Heraldiek

Wapen van aartsbisschop Terlinden

Wapenschild van de familie Terlinden

Het wapenschild van mgr. Terlinden, is zoals gebruikelijk, het familiaal wapenschild van de edele familie Terlinden. Het is een Sprekend wapen: in goud een geplante groene lindenboom met driedubbele kruin ( Terlinden ). Hij liet een blauwe dwarsbalk (rivier de Dijle) en het Heilig Hart van Jezus van Charles de Foucauld toevoegen.

### Wapenspreuk
Als wapenspreuk nam hij aan "Fratelli tutti" (Nederlands: "Allen broeders"), geïnspireerd op de gelijknamige titel van de derde encycliek van paus Franciscus, in oktober 2020 gepubliceerd. De leuze verwijst in de eerste plaats naar het Evangelie.
Luc Terlindens toelichting bij zijn keuze: "In het Evangelie leert Jezus ons dat we maar één meester (God) hebben en dat we allemaal broeders zijn (Mt 23, 8). De bisschop vervangt de meester niet, maar staat te midden van zijn broeders en zusters ten dienste van de gemeenschap rond Christus. Paus Franciscus herinnert ons in zijn encycliek Fratelli tutti ook aan de sociale en universele dimensie van de broederschap. De Kerk is geroepen om een teken van broederlijkheid en vriendschap te zijn, daar waar individualisme en onrecht al te vaak heersen. De heilige Franciscus van Assisi en de heilige Charles de Foucauld hebben door de totale gave van hun leven aan God, deze universele broederschap zichtbaar gemaakt door juist de kleinsten en meest verlatenen nabij te blijven."
Tot dan toe hadden de aartsbisschoppen in België, in overeenstemming met de meest gebruikte taal in de universele kerk, een Latijnse wapenspreuk gevoerd, wat in het drietalige België als verstandig wordt gezien om taalkwesties te vermijden. Terlinden doet dit met een wapenspreuk in het Italiaans, die ook in andere talen bruikbaar is: Omnes fratres - Allen Broeders - Tous Frères.